# Capsarius

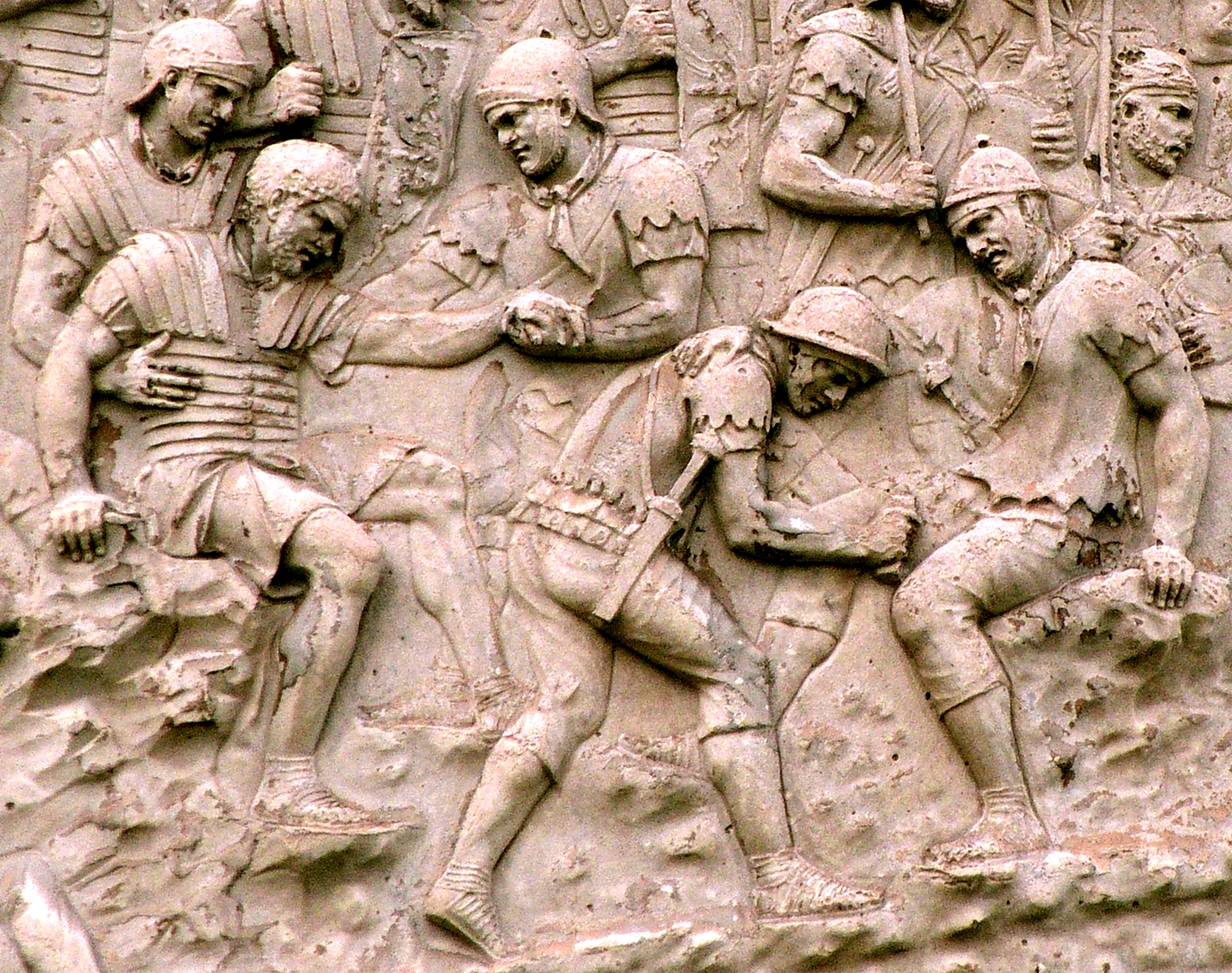
Capsarii versorgen verwundete Soldaten. Detailausschnitt aus der Trajansäule

Der Capsarius hatte in der römischen Legion eine modernen Sanitätern vergleichbare Aufgabe. Er kümmerte sich um kleinere Blessuren, leistete verwundeten Soldaten Erste Hilfe, und brachte Verletzte zum Lazarett. Dort assistierte er den Militärärzten. Er führte selbst keine Operationen durch. Die Bezeichnung Capsarius leitet sich von einer hölzernen Schachtel, der Capsa ab, in der er saubere Tücher und andere Utensilien mitführte. 
In festen Lagern war sein Arbeitsplatz das Valetudinarium. Außerdem kümmerte er sich (falls vorhanden) um den Heilkräutergarten. Der Capsarius war von allen schweren Arbeiten (wie z. B. Wache) befreit und zählte damit zu den sogenannten Immunes der römischen Armee.